# دوگانه‌کلاله
دوگانه‌کلاله (نام علمی: Diplostigma) نام یک سرده از زیرخانواده استبرق است.